# Каринка (приток Чепцы)
Каринка — река в России, правый приток Чепцы (бассейн Волги). Протекает в Слободском районе Кировской области. Устье реки находится в 39 км по правому берегу Чепцы. Длина реки составляет 15 км, площадь бассейна — 61 км².
Исток реки на западных окраинах деревни Ярославцы. Река течёт на юго-запад, в нижнем течении поворачивает на юг. Практически всё течение проходит по заболоченному лесному массиву. Именованных притоков нет. Впадает в Чепцу у деревни Кокирь. Ширина реки на всём протяжении не превышает 10 м.

## Данные водного реестра
По данным государственного водного реестра России относится к Камскому бассейновому округу, водохозяйственный участок реки — Чепца от истока до устья, речной подбассейн реки Вятка. Речной бассейн реки — Кама.